# Lutz Potthoff

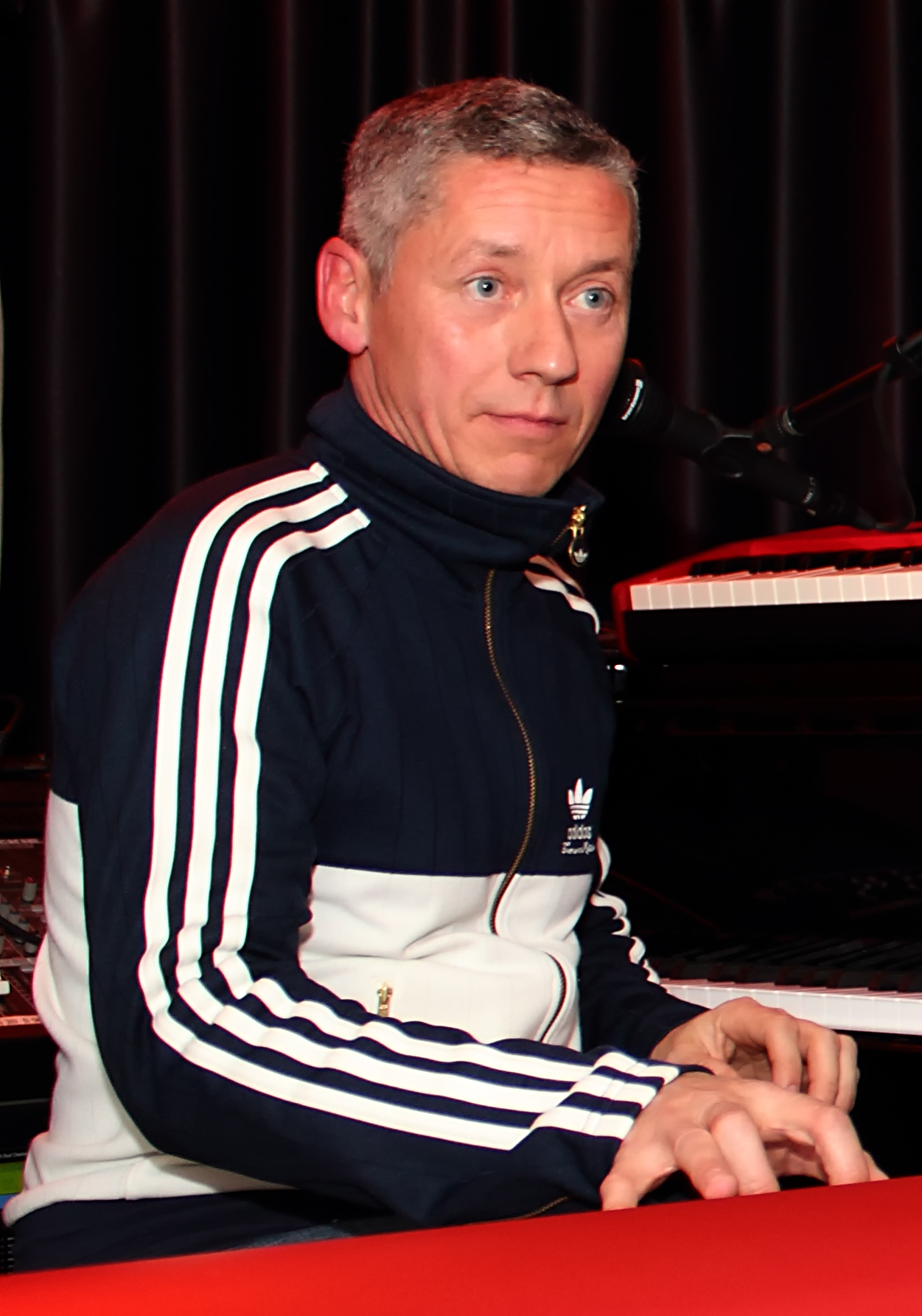
Lutz Potthoff, 2010

Lutz Potthoff (* 1964 in Hattingen) ist ein deutscher Jazzpianist.
Potthoff studierte Musikwissenschaften an der Ruhr-Universität Bochum und ab 1989 bei Thomas Hufschmidt und Peter Walter an der Folkwang Hochschule in Essen. Seit 1994 ist er freischaffender Musiker. In diesem Jahr gewann er den Westfalen Jazz Preis und den Coolibri Cool Jazz Award.
Er leitet mehrere eigene Formationen, darunter Blue Notte mit dem Sänger Giacomo Di Benedetto, Carminha mit der brasilianischen Sängerin Rosani Reis und Fiore d’Arancio mit Antonella D’Orio. Als Sideman arbeitete er u. a. mit Wayne Bartlett, Nils Landgren, Slim Man und Anthony Weedon zusammen.
1994 erschien in Zusammenarbeit mit dem WDR sein Debütalbum Personal View, 1997 folgte Windrush vom Lutz Potthoff Quartet (featuring Ameli Langer und Uli Beckerhoff) auf dem Osnabrücker Independent-Label Acoustic Music Records.